# Kontraobaveštajna služba
Der Kontraobaveštajna služba (serbisch-kyrillisch Контраобавештајна служба, deutsch Dienst für Gegenaufklärung), kurz KOS, war der 1946 aus der Odjeljenje za zaštitu naroda (OZN) hervorgegangene Militärgeheimdienst der Jugoslawischen Volksarmee.
Der KOS stellte das militärische Pendant zum zivilen Geheimdienst Uprava državne bezbednosti (UDB) dar. Die meisten Aktivitäten des Dienstes sind weiterhin als militärisches Geheimnis klassifiziert und sind daher nicht einsehbar. 

## Jugoslawienkriege
Die Rolle des KOS beim Zerfall Jugoslawiens und der Jugoslawienkriege kann aber in groben Zügen anhand der öffentlichen Berichterstattung nachvollzogen werden (siehe Operation Labrador und Operation Opera). Hierbei wurden unter anderem von diesem jugoslawischen Geheimdienst Sprengstoffanschläge auf Gräber jüdischer Persönlichkeiten auf dem Mirogoj-Friedhof in der kroatischen Hauptstadt Zagreb begangen. Zielsetzung war es, der Weltöffentlichkeit ein faschistoides Kroatien darzustellen (siehe Weblinks).